# Souterrain von Port nan Long
Das Souterrain von Port nan Long (deutsch Hafen  – auch Screvan genannt) liegt bei Newtonferry im Norden der Hebrideninsel North Uist in den Highlands in Schottland. Bei den  Souterrains wird grundsätzlich zwischen „rock-cut“, „earth-cut“, „stone built“ und „mixed“ Souterrains unterschieden. Es wurde im Jahre 1887 teilweise ausgegraben und wieder verschlossen. Die seit der Eisenzeit ungestörte unterirdische Kammer wurde wiedergefunden als sich ein etwa 3,0 m tiefes Loch unter dem Rad eines Traktors öffnete. 
Das gut erhaltene „stone built“ Souterrain liegt in einem sandigen Hügel bei Screvan, auf der Westseite von Port nan Long (englisch Newtonferry). Der Zugang, der aus einer kurzen geschwungenen Treppe besteht, wurde unter einer Steinplatte gefunden. Ein langer Gang, der  weniger als einen Meter hoch ist, führt zu einer großen Kammer. Die Kammer des Souterrain ist eine ovale Struktur von über drei 3,0 m Durchmesser. Ihre Oberseite liegt etwa einen Meter unter der Erdoberfläche. Die Archäologen waren sich darin einig, dass der Gang zu einem Wheelhouse führte – einem runden Gebäude aus Trockenmauerwerk, aufgeteilt durch eine Anzahl von Mauern oder Steinpfeilern, die radial wie die Speichen eines Rades angeordnet sind.
Die Archäologen fanden Tierknochen mit Schnittmarken, einige in Nischen der Wand eingefügt. Ein intakter Lammschädel wurde an der Rückseite der Kammer entdeckt.
Dun an Sticir ist ein Broch auf der Hebrideninsel North Uist, etwa 500 m südlich von Newtonferry.